# Amalia Henrietta Mercier-Jenny
Amalia Henrietta Mercier-Jenny (* 24. Juni 1885 in Glarus als Amalia Henrietta Jenny; † 25. April 1952 ebenda) war eine Schweizer Frauenrechtlerin und ehemalige Zentralpräsidentin des Schweizerischen Gemeinnützigen Frauenvereins (SGF).

## Leben
Amalia Henrietta Mercier-Jenny wurde geboren als Tochter des Fabrikanten Jakob Jenny. Sie besuchte ein Pensionat in Genf. Ab 1918 arbeitete sie in einer Glarner Wohlfahrtseinrichtung, unter anderem für die Tuberkulose- und Taubstummenfürsorge.  
Sie engagierte sich in verschiedenen sozialen Organisationen, unter anderem als Mitglied der Zentralkommission der Schweizerischen Gemeinnützigen Gesellschaft (SGG), war Stiftungsrätin der Schweizerischen Pflegerinnenschule in Zürich, Präsidentin des Schweizer Krippenverbands und Vorsitzende des Glarner Landfrauenverbands. 
Von 1940 bis zu ihrem Tod 1952 war Amalia Henrietta Mercier-Jenny Zentralpräsidentin des Schweizerischen Gemeinnützigen Frauenvereins (SGF). In dieser Zeit gründete sie unter anderem die Aktion Bergbevölkerung. 
Während des Zweiten Weltkriegs war sie Mitglied des Zentralkomitees des zivilen Frauenhilfsdienstes (FHD) und der eidgenössischen konsultativen Kommission für Kriegsernährung und wirkte bei der Schweizer Spende an die Kriegsgeschädigten mit.
Amalia Henrietta Mercier-Jenny war von 1906 bis 1946 mit Joachim Mercier, Bruder des Schweizer Politikers Philippe Mercier, verheiratet.